# Rulett (szerencsejáték)

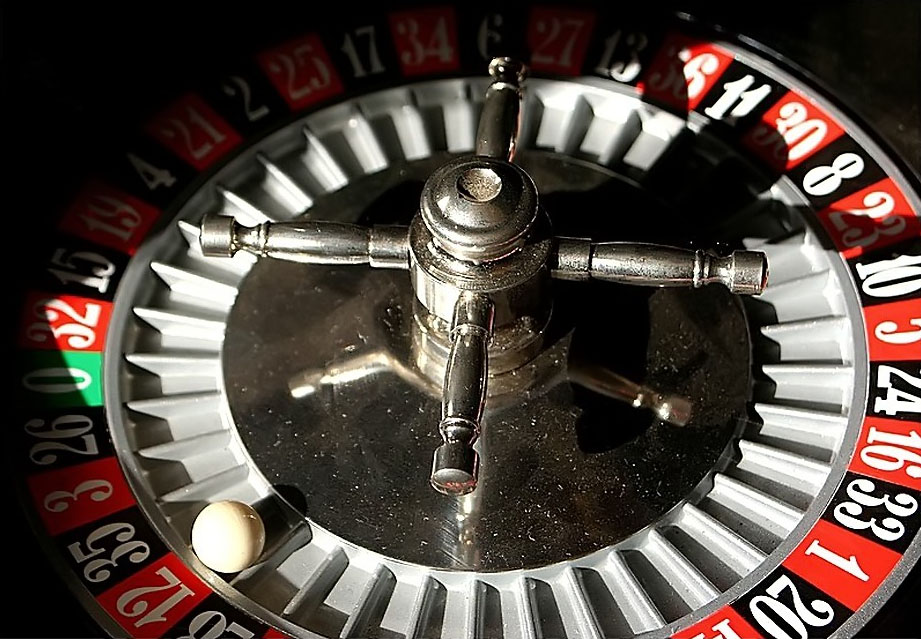
A piros tizenkettes nyert

A rulett egy főleg kaszinókban és játéktermekben elterjedt szerencsejáték. Neve a francia roulette, azaz kis kerék kifejezésből ered. Története egészen az ókorig vezethető vissza, de pontos eredetére több elmélet is létezik, azonban ezek egyike sem bizonyított.
A játék lényege, hogy a játékvezető (krupié) által, a tárcsa forgási irányával ellentétesen elgurított golyónak a megérkezési pozíciójára lehet fogadni. Minden boxhoz szám és szín tartozik, ezek különböző kombinációjára lehet tétet helyezni. A tétek az eséllyel közel arányos nyereményekkel kecsegtetik a játékosokat. (A bank nyerési esélye minden létező tétkombinációban egy kicsivel magasabb.)
Alapvetően három fajtája ismert: az amerikai (duplanullás), a francia, és az angol rulett. Európában a francia rulett a leginkább elterjedt, míg az amerikai kaszinókban – leginkább a külföldi vendégek miatt – az amerikai és a francia rulettel is találkozhatnak a játékosok. Az angol rulett, egy érdekes keveréke az amerikai és francia változatnak: amerikai cilinderrel, de egy nullával játsszák, a játékot francia kifejezésekkel vezetik, és ráadásként az angol rulettet a britek amerikai rulettként ismerik (itt a játékvezető megnevezése dealer).

## Története

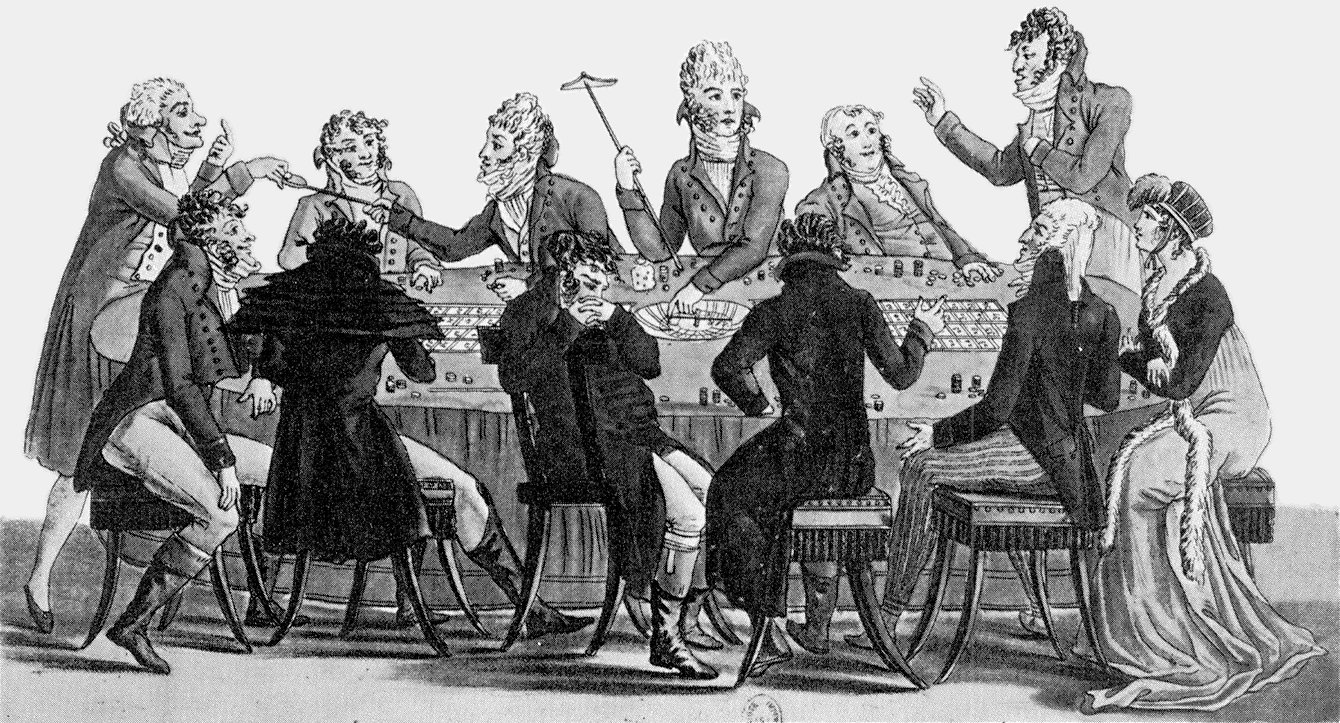
A rulettasztal ábrázolása az 1800-as években

Már ókori görög katonák is játszottak egy ruletthez hasonló játékot, melyben egy több cikkelyre osztott pajzsot kardhegyen pörgetve azon versengtek melyik pozíciónál fog az megállni. Az ókori Rómában is ismertek egy hasonló játékot melyhez pajzs helyett kocsikereket használtak.
Konkrétan a rulett eredete csak gyéren dokumentált, így nem tudhatjuk pontosan hogyan fejlődött. Feltalálását gyakran Blaise Pascal francia matematikusnak tulajdonítják, aki örökmozgóval kapcsolatos kísérletezései „melléktermékeként” találta ki ezt a játékot. Tény, hogy létezett Angliában két nagyon hasonló játék: Az egyik az even odd volt, melyet ugyancsak egy forgó tárcsán játszottak, és lényege a páros, illetve páratlan számok kitalálása volt; ezen kívül volt még egy roll it (gurítsd) nevű játék is. Egyik játékról sem tudunk sokat, de feltételezhető, hogy a mai rulett valahogy a két játék kombinációjából alakulhatott ki. A kerék és a golyó mellett azonban a játék varázsának másik felét az összetett tétrakási rendszer biztosítja, mely valószínűleg egy olasz táblajátékból származik.
Az első mai formájában ismert rulettjáték 1796-ban jelent meg Párizsban. A játék részletes leírása olvasható Jaques Lablee La Roulette, ou le Jour című novellájában, melyet 1796-ban írt, de csak 1801-ben adták ki. 1842-ben François és Louis Blanc bevezette a véletlenszerűen szétszórt számjegyeket és egy nullát tartalmazó rulettet, amit az akkori franciaországbeli szerencsejáték-tilalom miatt először csak Hamburgban, majd Monte Carlóban vezettek be. A duplanullás rulett a 19. században terjedt el az amerikai szalonokban, és az aranyláz idején hihetetlen népszerűségnek örvendett. A legenda szerint François lepaktált az ördöggel a rulett titkáért cserébe; ha összeadjuk a keréken található számokat 666 jön ki eredményül, ami a számmisztika szerint a sátán száma.

## A rulettkerék és az asztal

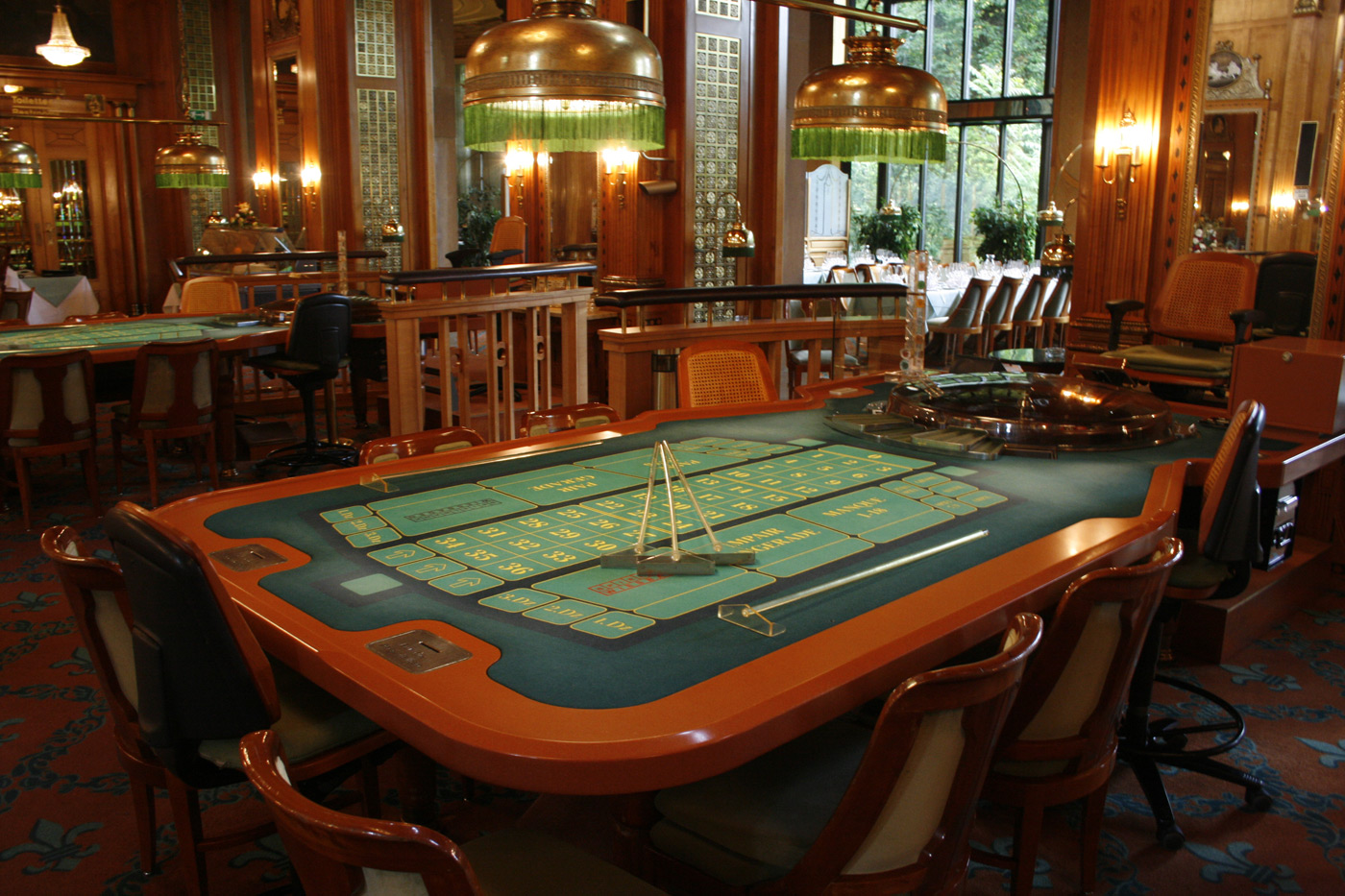
Rulettasztal egy kaszinóban

Egy rulettasztal lényegében a zöld posztón található táblából, valamint az asztal végén lévő rulettkerékből áll. Játék közben a játékosok az asztal körül állnak, és onnan tehetik meg saját tétjeiket a tábla különböző részeire. A játékot a kerék mögött álló krupié vezeti, akinek segítsége a vitás ügyekben beavatkozó inspector. Ha például egy tét elhelyezése nem egyértelmű, vagy más vitás helyzet áll fenn, a játékos kérésére a krupiénak kötelessége hívni az inspectort, akinek tisztáznia kell a helyzetet – szükség esetén akár a játékról készült videófelvétel segítségével is.

### A kerék
A szabvány európai típusú rulettkerék 37 számot tartalmaz (1-től 36-ig, és a nulla), az amerikai stílusú keréken található még egy duplanulla (00) is a szimpla nullával szemben. Az amerikai rulettben az egymást követő számok egymással szemben vannak a keréken. Az ilyen típusú rulettkerék kisebb méretű az európai változatoknál, valamint az egész játékra jellemző, hogy sokkal gyorsabb ritmusban játsszák: a krupié kevesebb időt hagy a tétek megtételére és általában minden gyorsabban zajlik. Az amerikai kaszinókban kedvelt az ilyen típusú kerék, melynél a két nulla miatt a bank nyerési esélyei is magasabbak. Európa kaszinóiban ezzel szemben ritkán találkozni az ilyen típusú rulettasztalokkal.
A kerék egy fából készült tokban forog körönként változó sebességgel. A francia rulett mérete körülbelül kétszerese az amerikaiénak. Mikor a krupié elindítja a golyót, annak legalább három kört (de jellemzően jóval többet) meg kell tennie mielőtt egy számhoz esne. A fa részen nyolc darab, a golyó pályáját keresztező, rombusz alakú fémbetét található melyeknek feladata, hogy eltérítsék, megpattintsák azt – ezzel is kiszámíthatatlanabbá téve a játékot.

#### Felosztása
Az európai rulettkeréken a számok más sorrendben követik egymást, mint az amerikai változaton. Ezen felül a kerék több speciális részre van osztva, melyeket különleges tétekkel is meg lehet tenni:
- Tiers du cylindre (kis széria)

A nullától nagyjából átellenes oldalon található körcikk, melyhez 27-től a 33-ig tartozó számok tartoznak (a keréken való elhelyezkedés szerint, nem pedig számsorrendben). Ez alapesetben összesen hat zsetonból álló tétet jelent, mivel a számok közére helyezzük a tétet (chevaux / split – lásd: tétek), így a zsetonok a következő számok közé kerülnek a tablón: 5/8; 10/11; 13/16; 23/24; 27/30; 33/36.
- Voisins du zero (a zéró szomszédai vagy nagy széria)

A kis szériával átellenes oldalon található körcikk. Ez a széria foglalja magában a kerék legnagyobb részét, beleértve a nullához tartozó szomszédokat is (Jeu deu 0). Fizikailag a nagy széria a keréken a fekete 22-estől, a piros 25-ig tart. A nagy széria tétje jóval bonyolultabb a kis szériánál: összesen kilenc zsetonra van szükség, melyekből kettőt a 0/2/3 sarkára (transversaile plein) helyeznek, egyet-egyet pedig a 4/7; 12/15; 18/21; 19/22; 32/35 számok közé, valamint további kettőt a 25/26/28/29 számok sarkára.
- Les orphelins (árvák)

Az árvák a keréken található kis, és nagy szériák között kimaradó nyolc szám. Egyik oldalon a 9; 31; 14; 20, valamint az 1, másik oldalon pedig a 17; 34; és 6. Ez egy összesen öt zsetonos tét, melyben egy zseton kerül az 1-esre, ezen kívül további egy-egy zseton a 6/9; 14/17; 17/20, valamint a 31/34-es számok közé.

### A tábla
A játék a keréken kívül másik alapvető kelléke a tétek rakásához szükséges tábla, vagy tabló. A tablón megtalálható mind a 36 szám a megfelelő színekben, illetve a nulla (amerikai rulett esetében a duplanulla is). A számok elrendezése a következő: jobbról balra, alulról felfelé hármas oszlopokban, így összesen 12 oszlopban történik. Érdekes, hogy létezik úgynevezett bal, illetve jobb oldali tabló is. A különbség csupány annyi, hogy a jobb oldali tablók esetében az első oszlop esik a krupiétól legtávolabbra, míg a bal oldalánál épp fordítva. A tabló milyensége attól függ, hogy a krupié melyik oldalán helyezkedik el a kerék, azaz melyik kezével gurítja a golyót.
A színek felváltva követik egymást, kivéve a 10-11, és 28-29 (két fekete), illetve a 18-19 (két piros) esetében. (A keréken természetesen nincs szomszédságban egyetlen azonos színű szám sem.) A szín eltalálása az úgynevezett „egyszerű tétek” csoportjába tartozik. Az ezek megtételére szolgáló rubrika a tábla legalján található. Minden egyszerű tét kétesélyes, azaz dupla, vagy semmi alapon fizet, viszont a nulla miatt a találati esély csak 48,64% (duplanullás rulettben 47,36%). Egyszerű tétként lehet fogadni a színre, arra, hogy a szám páros, vagy páratlan, illetve hogy a tábla első (1-18) vagy második (19-36) felére esik-e. A nulla az egyszerű tétek egyikébe sem tartozik bele.
Az egyszerű tétek felett találhatók a „tucatok” rubrikái, amivel arra lehet fogadni, hogy a golyó melyik számtizenkettesbe tartozó számhoz fog érkezni. A három tucat tehát az első (1-12), második (13-24), valamint harmadik (25-36). A tucatokhoz rendkívül hasonló az oszloptét, melyeket a nullával átellenes oldalon lehet megtenni. A tucathoz hasonlóan 12 számra lehet fogadni, csak éppen nem sorrendben, hanem a táblán való sorok szerinti elhelyezkedésük szerint (tehát 1; 2; 3 hármasával növelve).

#### Tétek
| tét                            | zseton helye                    | esély | nyereményarány |
| ------------------------------ | ------------------------------- | ----- | -------------- |
| Plain / Staight up: egy szám   | közvetlenül a számon            | 2,7%  | 35:1           |
| Split / A chaval: két szám     | két szám között                 | 5,4%  | 17:1           |
| corner: négy szám              | négy szám közös sarkán          | 10,8% | 8:1            |
| első négy                      | a nulla és a duplavonal sarka   | 10,8% | 8:1            |
| street: 3 egymás melletti szám | duplavonalon, oszlopban         | 8,1%  | 11:1           |
| six line: 6 szám 2 sorban      | duplavonalon, két oszlop között | 16,2% | 5:1            |
| tucat                          | tucat rubrikában                | 32,4% | 3:1            |
| sáv                            | a nullával átellenes oldalon    | 32,4% | 3:1            |
| egyszerű tétek                 | a megfelelő rubrikába           | 48,6% | 2:1            |

## A játék menete

### Zsetonvásárlás
A rulettasztalnál történő játékra elvileg nem alkalmasak a kaszinókban használatos készpénz értékű zsetonok (cash chip), hanem a rulettasztalnak saját zsetonkészlete van (table chip), amit a krupié oszt ki az egyes játékosoknak. Néhány kaszinóban megengedett a cash chipek használata tétrakáskor, de ez erősen ellenjavallt, mivel a tétek könnyen keveredhetnek más játékos tétrakásaival.
Table chip vásárlására olyankor van lehetőség, amikor a krupié már befejezte az előző játékban megtett vesztes tétek begyűjtését, valamint a nyeremények kifizetését, és kihirdeti az új játékot. Ekkor érdemes színt kérni (to take a colour). A rulettasztalnál minden játékosnak egy adott színű zsetonkészlet áll rendelkezésére olyan mennyiségben, amennyi cash chipet ezekre előzőleg beváltott. Egy szín 200 zsetonból áll (set), melyet a krupié 20 zsetonos oszlopokban (stack) ad oda a játékosnak. Hogy bemutassa, a zsetonkészlet hiánytalanul megvan, az egyik húszas oszlopot négy részre szedi, és az egyik ötöst maga előtt szétteríti.

### Tétek megtétele
A készpénz, vagy cash chipek beváltása után kezdődik a fogadás. A tétek részben leírtaknak megfelelően rendkívül sok kombinációra van lehetőség. Fontos, hogy a zsetonok mindig pontosan kerüljenek elhelyezésre. Ha például egy számra kíván fogadni, akkor fontos, hogy a zseton nem érhet hozzá egyik vonalhoz sem, mivel ekkor split, sarok esetén cornernek is lehet nézni. Amennyiben a krupié észreveszi az esetleges hibát, mindenképpen tisztázni fogja a tét pontos helyét még a gurítás előtt.
Előfordul, hogy két játékossal azonos tétet kíván megtenni, ebben az esetben a zsetonokat egyszerűen a másik játékos zsetonjaira kell helyezni. Amennyiben a kívánt tét nehezen megtalálható, vagy elérhetetlen a többi játékos, és azok tétjei miatt, akkor a teendő a zsetonok maga elé helyezése, majd a kívánt tét hangos bemondása. Ebben az esetben a krupié megismétli a bejelentést, majd elhelyezi a zsetonokat a kiválasztott helyre.

### Gurítás
A krupié bizonyos idő elteltével elindítja a golyót. Ilyenkor a játékosoknak van még egy kevés ideje tétjeik megtételére. A golyót mindig a kerék forgásirányával ellentétes irányban gurítják, és az utolsó nyerőszám pozíciójában engedik el. A nap első játékában a dátumhoz igazítják a golyó elengedését, és a mindenkori hónap aktuális napjának megfelelő számnál engedik útjára a golyót.
A játékosok még a gurítás ideje alatt is tehetnek tétet egészen addig, míg a krupié le nem zárja a tétrakást, nem sokkal a golyó megérkezése előtt. A játékosok kérhetnek a krupiétól hosszú, vagy rövid gurítást. Ha több játékosnak egymással ellentétes kérése van, a krupié annak tesz eleget, akinek nagyobb tétje van az asztalon. Ha a golyó három fordulatnál kevesebbet tesz meg, vagy a krupié egyéb hibát vét, no spint, azaz érvénytelen gurítást hirdetnek.

### Nyeremények kifizetése
A golyó célba érése után a krupié egy „dolly”-nak (win marker) nevezett súlyt helyez a nyerőszámra, majd bemondja azt, és annak színét. Elsőként a vesztes zsetonok besöprése történik meg. Ezt követően meghatározott sorrendben történik a nyeremények kifizetése: Az egyszerű tétek után a tucatok, majd a szám körüli nyeremények kerülnek kifizetésre. A tétek kifizetése után a krupié eltávolítja a win markert a tablóról, és kihirdeti az újabb játékot.

## Rulett stratégiák
Amióta létezik a rulett és pénzzel fogadnak, sok ember fejében megfordult az a gondolat, hogyan lehetne mindig nyerni rajta, ezért a játékosok különféle stratégiákkal játszanak.
A legismertebb rulett stratégia a Martingale-módszer, amikor a pirosra vagy feketére fogadunk. Például: 1 zsetonnal kezdünk, és ha nem nyerünk, akkor a következő körben ugyanúgy a feketére fogadunk, csak a duplájával. Addig folytatjuk ezt a sorozatot, ameddig nem nyerünk. Ha nyertünk, ismét 1 zsetonnal kezdünk egy új sorozatot. Amikor nyerünk, visszanyerjük az abban a sorozatban feltett tétjeinket, plusz 1 zsetont. Példa a számításra, ha csak a 4. körben nyerünk: 1. kör – 1 zseton, 2. kör – 2 zseton, 3. kör – 4 zseton, 4. kör – 8 zseton. Összesen 1+2+4+8 = 15 zsetont tettünk meg, de csak az utolsó körben nyertünk. A nyereményünk a 4. körben 16 zseton volt (a tét kétszerese). Az ebben a sorozatban feltett mind a 15 zsetont visszanyertük, és még 1 zseton nyereségünk lett.
Egy stratégia 3 fajta lehet:
1. random,azaz véletlenszerűen rakunk tétet ahová gondoljuk így a játékot a szerencsénkre bízva.
2. amikor a játék menetétől(a kipörgetett számoktól) függetlenül rakunk tétet, de stratégia szerint. Például: rakunk 1 zsetont az első tucatra majd ha bejött ha nem a második tucatra utána a harmadikra és aztán kezdjük elölről. Ilyenkor figyelmen kívül hagyjuk azt,hogy nyertünk e vagy vesztettünk,ez nem igaz a progresszióra(tét emelése) ha vesztettünk akkor a következő tétet háromszorozhatjuk.
3. amikor figyelembe vesszük a kipörgetett számokat, tucatokat, színeket vagy akármit. Például: vesszük az utolsó számot ha az első számjegye az 1,2,3 akkor az első, második, vagy harmadik tucatra rakunk. Ha nyertünk ha vesztettünk a kipörgetett szám szerint rakunk, például: 12-es volt akkor az első számjegy az 1-es az első tucatra rakunk, 24-es jött, vesztettünk ilyenkor az első számjegy 2 tehát a második tucatra rakunk. Mivel vesztettünk ezért a progresszió 3 zseton.

## Híres nyeremények
- 1873-ban az angol Joseph Jaggers hat felügyelővel statisztikát készített a monte-carlói kaszinó minden egyes rulettasztaláról. Talált egyet, amelyik szignifikáns eltéréseket produkált, melyek kihasználásával összesen 325 000 dollárt nyert.
- Az Illinois állambeli William Nelson[1] 1904 és 1911 között ért fel rulett karrierje csúcsára. Nelson számtalan illegális kaszinóban kezdte kiépíteni tőkéjét, majd 1904-ben először látogatott el a korszak legnagyobb legális termébe, a monte-carlói kaszinóba.
- 2004-ben a londoni Ashley Revell pénzzé tette minden ingóságát, beleértve a ruhatárát is, majd az így kapott 135 300 dolláros összeget a Las Vegas-i Plaza Hotelben mindent vagy semmit alapon egyetlen körben feltette a pirosra. A golyó a piros hetesre érkezett és Revell 270 600 dollárt vihetett haza.[2]

## Szakkifejezések jegyzéke
Jelölés: angol / francia: magyarázat (Van, ahol csak az angol, illetve van, ahol csak a francia kifejezés használatos.)

### Tét-kifejezések
- Outside bets: Egyszerű tétek
- Straight up / Plein: Tét rakása egy adott számra
- Split / Cheval: Tét rakása két, a táblán szomszédos számra
- Corner / Carré: Tét rakása négy szomszédos szám sarkára
- Street / Traversal plein: Tét a táblán függőlegesen szomszédos három számra (oszlopra)
- Six line / Transversale simple: Tét két szomszédos oszlopra
- First four / Carré: Tét az első négy számra a nullával együtt
- First five: Csak amerikai ruletten – tét a 0; 00; 1; 2; 3 számokra
- Dozen: Tét egy tucatra
- Column: Tét egy sávra

### Játékmenettel kapcsolatos kifejezések
- Cash chip: Általános, készpénz értékű zseton
- Table chip: Az asztalhoz tartozó zseton
- To take a colour: Cash chip beváltása table chipre
- Place your bets please! Faites vos jeux: „Kérem, tegyék meg tétjeiket!”
- Rien ne va plus: „Nincs több tét.”
- No spin: Érvénytelen gurítás
- Win marker („dolly”): A nyerőszámot jelölő súly

## Külső hivatkozások
- Rulett.lap.hu – linkgyűjtemény
- Online rulett stratégiák és rulett szoftver leírások
- rulett stratégiák, szabály, tétrakási lehetőségek Archiválva 2010. július 11-i dátummal a Wayback Machine-ben
- Rulett rendszer